# 蒲草紙抄本 P46
蒲草紙抄本 P46（格雷戈里 - 奧蘭系統編號），抄本縮寫符號{\displaystyle {\mathfrak {P}}}46，又稱為徹斯·貝蒂蒲草紙抄本第2號，是現存最早的希臘文新約抄本，推估成書年代在西元175至225年之間。 抄本一些屬於Chester Beatty Biblical Papyri的一部分，另一些收藏在University of Michigan Papyrus Collection。

## 內容
{\displaystyle {\mathfrak {P}}}46儘管有部分佚失，內容包含了大部分的保羅書信。依序是“羅馬書的最後八章；希伯來書全書；幾乎所有的歌林多前後書；完整的以弗所書、加拉太書、腓立比書、歌羅西書；以及帖撒羅尼加前書兩章。所有的頁面都有因為劣化而失去了最下面的幾行。”
| 頁         | 內容                                                                                                   | 保存位址 |
| ---------- | --- | -------- |
| 1–7        | 羅馬書 1:1–5:17                                                                                        | 佚失     |
| 8          | 羅馬書 5:17–6:14                                                                                       | CB       |
| 9-10       | 羅馬書 6:14–8:15                                                                                       | 佚失     |
| 11–15      | 羅馬書 8:15–11:35                                                                                      | CB       |
| 16–17      | 羅馬書 11:35–14:8                                                                                      | Mich.    |
| 18（殘片） | 羅馬書 14:9–15:11                                                                                      | CB       |
| 19–28      | 羅馬書 15:11–希伯來書 8:8                                                                              | Mich.    |
| 29         | 希伯來書 8:9–9:10                                                                                      | CB       |
| 30         | 希伯來書 9:10–26                                                                                       | Mich.    |
| 31–39      | 希伯來書 9:26–歌林多前書 2:3                                                                           | CB       |
| 40         | 歌林多前書 2:3–3:5                                                                                     | Mich.    |
| 41–69      | 歌林多前書 3:6–歌林多後書 9:7                                                                          | CB       |
| 70–85      | 歌林多後書 9:7–13:14, 以弗所書, 加拉太書 1:1–6:10                                                      | Mich.    |
| 86–94      | 加拉太書 6:10–6:18, 腓立比書, 歌羅西書, 帖撒羅尼加前書 1:1–2:3                                         | CB       |
| 95–96      | 帖撒羅尼加前書 2:3–5:5                                                                                 | 佚失     |
| 97（殘片） | 帖撒羅尼加前書 5:5, 23–28                                                                              | CB       |
| 98–104     | 推測為帖撒羅尼加前書 5:28–帖撒羅尼加後書, 可能還包含腓立門書; 但可能不包含提摩太前後書, 提多書(見以下) | 佚失     |

### 尺寸
每張大小約為28 × 16 cm，其中文本每一行平均長11.5 cm，每一頁有26至32行文本。每頁最底部的內容已經損毀。頂部四分之一約有1~2行損毀，中間部分2~3行損毀，底部四分之一有到7行損毀。

### 佚失的內容
從現有頁面的頁號可以得知，最初的手抄本已經丟失了七頁，與已經被確認的羅馬書前半段內容長度吻合。由於抄本的形式是如雜誌一般地一疊蒲草紙相疊在中間，佚失了最外面的七張,包含抄本的最初七面與最後七面。
最後七面佚失的內容並不確定。那裡有足夠的空間容納帖撒羅尼迦前後書，可能還包含腓立門書，但可能不包含教牧書信。Kenyon 計算[4]帖撒羅尼加前後書需要兩面，接著只剩五面（10頁）來容納其他正典保羅書信 - 提摩太前書（估計8.25頁），提摩太後書（6頁），提多書（3.5頁）和腓立門書（1.5頁） - 總計需要十面（19.25頁）。
最近，Alessandra Peri 提出最後的頁面可能包含了啟示錄的前三章。
Edgar Ebojo挑戰抄本只有佚失最後七頁的共識，根據現存頁面實際抄寫的方法, 認為抄本只有佚失六頁, 留下足夠的空間容納帖撒羅尼加前書和後書。

### 標點符號
整個羅馬書，希伯來書以及歌林多前書較後面的章節，發現有小且粗的筆觸或點，普遍被認為是讀者所加，而不是抄本製作的流程，因為它的墨水比原先文本的還淡。 他們似乎標記著感覺上的分節(與現代聖經章節類似)，並且在一部分的{\displaystyle {\mathfrak {P}}}45抄本也有同樣的發現。這或許是有一個同時擁有這兩部抄本的社群存在的證據。Edgar Ebojo 提出一個假設， 這些帶有間隔或不代有間隔的"閱讀注記"，最可能是在禮拜的情況下使用，以幫助讀者。

### 聖名縮寫
{\displaystyle {\mathfrak {P}}}46使用廣泛且高度發展的聖名縮寫系統。 Griffin 反對Kim，有一部份的理由即是如此廣泛地使用聖名縮寫系統，在西元一世紀的抄本是幾乎不可能的。不過Griffin也承認，Kim的定年不能儘靠這項根據推翻，因為聖名縮寫系統確切的出處仍沒有被完整地建立。
另一方面，Comfort（傾向定年在西元150–175年）注意到有跡象顯示，抄寫員使用的摹本是有限度的使用聖名縮寫或是完全沒有使用。 此外，文本對基督縮寫的使用並不一致，有些使用長縮寫，有些使用短縮寫。

## 文本
此手抄本的希臘文是代表性的亞歷山大文本類型。Kurt Aland將它歸類至類別一。
在羅馬書16:15有特殊地寫法Βηρεα και Αουλιαν而不是Ιουλιαν, Νηρεα。
在哥林多前書2：1是寫μυστηριον以及א, Α, C, 88, 436, ita,r, syrp, copbo。其他手稿寫作μαρτυριον或是σωτηριον。
在哥林多前書2:4是寫πειθοις σοφιας（似是而非的智慧）（plausible wisdom）而不是 πειθοις σοφιας λογοις（智慧的似是而非地言語）（plausible words of wisdom），這個寫法只有單獨來自德累斯頓抄本（希臘文）。
在哥林多前書 7:5 是寫 τη προσευχη（祈求）以及 {\displaystyle {\mathfrak {P}}}11, א*, A, B, C, D, F, G, P, Ψ, 6, 33, 81, 104, 181, 629, 630, 1739, 1877, 1881, 1962, it vg, cop, arm, eth。其他手稿這裡寫做τη νηστεια και τη προσευχη (禁食 與 祈求) τη προσευχη και νηστεια（祈求與禁食）。
在哥林多前書12:9是寫εν τω πνευματι而不是εν τω ενι πνευματι。
在哥林多前書15:47特殊地寫做δευτερος ανθρωπος πνευματικος而不是δευτερος ανθρωπος (א*, B, C, D, F, G, 0243, 33, 1739, it, vg, copbo eth)；或是δευτερος ανθρωπος ο κυριος (אc, A, Dc, K, P, Ψ, 81, 104, 181, 326, 330, 436, 451, 614, 629, 1241, 1739mg, 1877, 1881, 1984, 1985, 2127, 2492, 2495, Byz, Lect)。
在歌林多後書1:10是寫τηλικουτων θανατων，以及 630, 1739c, itd,e, syrp,h, goth；複數形式為τηλικουτου θανατου.
加拉太書6:2 — αναπληρωσατε ] αποπληρωσετε
以弗所書4:16 — κατ ενεργειας ] και ενεργειας.
以弗所書6:12 — αρχας προς τας εξουσιας ] μεθοδιας
然而，它在以下一些地方也明顯地含有非亞歷山大類型文本寫法，這個重要的證據是：
羅馬書8:28 - παντα συνεργει ό θεος εις αγαθον（即，是神在萬事中動工而使之有益處，而不是萬事互相效力而有益處）（i.e. it's God who works in all things for good, rather than all things work together for good）。

## 來源
這份蒲草紙抄本的來源不明，可能是從早期基督教教堂或修道院的廢墟中發現。後續在開羅發現時，抄本已經被賣家拆散，10面是由艾佛德·切斯特·比替在1930年購買；密西根大學在1931年獲得6面，在1933年獲得24面。比替在1935年又購買了超過46面，他的收藏現在形成Chester Beatty Biblical Papyri11份聖經抄本中的一部分。

## 年代
如同所有單憑古文字学定年的抄本，對{\displaystyle {\mathfrak {P}}}46的定年是不確定的。這份蒲草紙抄本的第一位編輯H. A. Sanders推測年代可能從西元二世紀中期到三世紀。完整珍本原版的編輯F. G. Kenyon，認為年代是第一世紀中期到第三世紀。 現在這份抄本有時被定年為大約西元200年。 Young Kyu Kim則認為可以追溯更早到西元80年。 Griffin批評Kim的定年，認為最可能的年代是西元175-225年，95%信賴區間是在西元150-250年。
Comfort與Barrett宣稱{\displaystyle {\mathfrak {P}}}46的內容和以下內容親近：
- P. Oxy. 8（1世紀下晚期或2世紀早期），
- P. Oxy. 841（二手的，定年不會晚於西元125-150年），
- P. Oxy. 1622（可以可靠的定年在西元148年前，可能在哈德良（117–138）統治期間，因為在反面上有文字紀錄），
- P. Oxy. 2337（1世紀晚期），
- P. Oxy. 3721（2世紀下半葉），
- P. Rylands III 550（2世紀），
- P. Berol. 9810（2世紀初）。

因此，他們的結論是{\displaystyle {\mathfrak {P}}}46的定年在西元2世紀中。

## 延伸閱讀
- Comfort, Philip W.; David P. Barrett (2001). The Text of the Earliest New Testament Greek Manuscripts. Wheaton, Illinois: Tyndale House Publishers. pp. 203–354. ISBN 978-0-8423-5265-9.

## 外部連結
- Official WWW of Chester Beatty Library, Dublin, concerning P46 （页面存档备份，存于）
- Robert B. Waltz. 'NT Manuscripts: Papyri, Papyri {\displaystyle {\mathfrak {P}}}46.' （页面存档备份，存于）
- Leaves of {\displaystyle {\mathfrak {P}}}46 at the University of Michigan (with images in TIFF)
- Reading the Papyri: {\displaystyle {\mathfrak {P}}}46 （页面存档备份，存于） （页面存档备份，存于） from the University of Michigan Papyrus Collection
- At Evangelical Textual Criticism （页面存档备份，存于）
- Klaus Wachtel, Klaus Witte, Das Neue Testament auf Papyrus: Gal., Eph., Phil., Kol., 1. u. 2.  （页面存档备份，存于）Thess., 1. u. 2 Tim., Tit., Phlm., Hebr （页面存档备份，存于） （页面存档备份，存于）, Walter de Gruyter, 1994, pp. L-LII.
- "Liste Handschriften" （页面存档备份，存于）. Münster: Institute for New Testament Textual Research. Retrieved 26 August 2011.
- Tricky NT Textual Issues: Codex P46 （页面存档备份，存于）